# Oakland Open
O Oakland Open foi um torneio masculino de golfe no PGA Tour realizado entre os anos de 1937 e 1944. Ocorreu no Claremont Country Club, em Oakland, Califórnia, em 1937 e no Sequoyah Country Club entre 1938 e 1944.

## Campeões
- 1944 Jim Ferrier
- 1943 Não houve torneio
- 1942 Byron Nelson
- 1941 Leonard Dodson
- 1940 Jimmy Demaret
- 1939 Dick Metz
- 1938 Harry Cooper
- 1937 Sam Snead